# Skaldyr
Skaldyr er en betegnelse for spiselige saltvandsdyr der enten ligger i en skal eller har rygskjold, som musling, østers, reje, hummer eller krabbe, det er altså ikke nogen klassifikation i biologisk forstand.